# Géante rouge

Comparaison de la taille de la géante rouge Aldébaran et de celle du Soleil.

Une étoile géante rouge ou géante rouge est une étoile lumineuse de masse faible ou intermédiaire qui se transforme en étoile géante lors du stade tardif de son évolution stellaire. L'étoile devient ainsi plus grande, ce qui entraîne une diminution de sa température de surface et, conséquemment, entraîne un rougissement de celle-ci. Les géantes rouges comprennent les types spectraux K et M, mais aussi les étoiles de type S et la plupart des étoiles carbonées.

## Découverte

Les étoiles les plus brillantes de l'amas globulaire NGC 288 sont des géantes rouges.

Les géantes rouges ont été identifiées au début du XXe siècle lorsque l'utilisation du diagramme de Hertzsprung–Russell (H-R) mit en évidence qu'il y avait deux types distincts d'étoiles de faible température ayant des tailles très différentes : les naines, appelées maintenant de façon formelle étoiles de la séquence principale, et les géantes,.
Le terme « branche des géantes rouges » (RGB) commence à être utilisé dans les années 1940 et 1950 comme un terme général pour faire référence à la région des géantes rouges du diagramme de Hertzsprung–Russell.
À la fin des années 1960, le nom de branche asymptotique des géantes (AGB) est donné à une branche d'étoiles légèrement plus lumineuses et plus instables que la majorité des géantes rouges,. Ce sont souvent des étoiles variables de forte amplitude telles Mira,.

## Caractéristiques
| Diagramme de Hertzsprung-Russell Type spectral Naines brunes Naines blanches Sous-naines Séquence principale · ("naines") Sous-géantes Géantes Étoiles géantes lumineuses Supergéantes Hypergéantes Magnitude · absolue · (MV) |

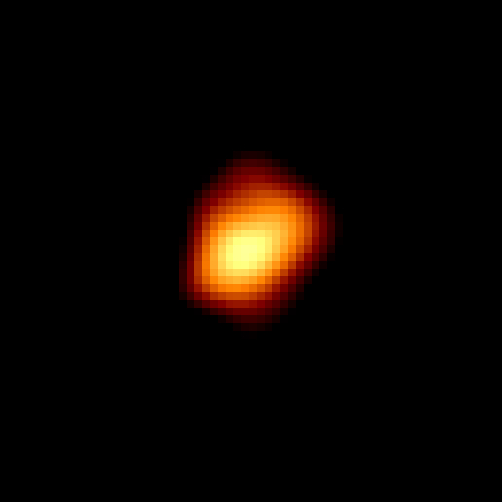
La géante rouge Mira.

Une géante rouge est une étoile de 0,3 à 8 masses solaires ({\displaystyle M_{\odot }}) qui a épuisé l'approvisionnement en hydrogène dans son noyau et qui a commencé la fusion thermonucléaire de l'hydrogène dans une coquille entourant le noyau. Ces géantes ont des rayons allant de dizaines à des centaines de fois celui du Soleil ({\displaystyle R_{\odot }}). Cependant, leur enveloppe extérieure est plus froide que leur noyau, ce qui leur donne un pic d'émissivité situé dans une teinte orange rougeâtre. Malgré la densité énergétique plus faible de leur enveloppe, les géantes rouges sont beaucoup plus lumineuses que le Soleil en raison de leur grande taille.
Contrairement à leur représentation dans de nombreuses illustrations, l'assombrissement centre-bord des géantes rouges n'est pas clairement défini. Ainsi, en raison de la très faible densité de masse de l'enveloppe, ces étoiles n'ont pas de photosphère bien délimitée. Contrairement au Soleil, dont la photosphère est formée d'une multitude de granules, les photosphères des géantes rouges, ainsi que celles des supergéantes rouges n'auraient que quelques grandes cellules. Cela serait la cause de variations de luminosité communes aux deux types d'étoiles.
Les géantes rouges sont catégorisées par la manière dont elles génèrent de l'énergie, et peuvent se trouver dans des zones ou « branches » différentes du diagramme de Hertzsprung-Russell :
- Les plus courantes sont des étoiles situées sur la RGB. Elles fusionnent toujours l'hydrogène en hélium dans une coquille entourant un noyau d'hélium inerte.
- Les étoiles du red clump, situées dans la moitié froide de la branche horizontale, fusionnent l'hélium en carbone dans leurs noyaux via la réaction triple-alpha.
- Les étoiles de l'AGB ont un noyau inerte composé de carbone et d'oxygène, une première coquille où l'hélium fusionne et une deuxième où l'hydrogène fusionne.

Les étoiles de la branche des géantes rouges ont des luminosités allant jusqu'à près de trois mille fois celle du Soleil ({\displaystyle L_{\odot }}). Elles sont de types spectraux K ou M, ont des températures de surface allant de 3 000 à 4 000 Kelvin et ont des rayons pouvant aller jusqu'à 200 fois celui du Soleil ({\displaystyle R_{\odot }}).
Les étoiles situées sur la branche horizontale sont plus chaudes, ayant pour la plupart une luminosité d'environ 75 {\displaystyle L_{\odot }}.
Les étoiles de la branche asymptotique des géantes ont des luminosités similaires à celles des étoiles les plus brillantes de la branche des géantes rouges, mais peuvent être plusieurs fois plus lumineuses à la fin de la phase d'impulsion thermique.
Les étoiles carbonées de type C-N et C-R faisant partie de la branche asymptotique des géantes sont produites lorsque le carbone et des molécules carbonées sont déplacés par convection vers la surface lors d'un dragage. Une étoile peut ainsi passer jusqu'à trois fois par la phase de dragage.
Le premier dragage se produit lors de la combustion de couches d'hydrogène sur la branche géante rouge. Sous l'effet du mélange convectif, les rapports 12C/13C et C/N sont diminués et les abondances de surface du lithium et du béryllium peuvent être réduites. Ce premier dragage ne fait pas remonter une grande quantité de carbone à la surface.
Le deuxième dragage se produit dans les étoiles de 4 à 8 {\displaystyle M_{\odot }}. Quand la fusion de l'hélium se termine dans le noyau, la convection mélange les produits du cycle CNO. Le troisième dragage se produit après qu'une étoile soit entrée dans la branche asymptotique des géantes et qu'un flash de l'hélium se produit. La convection créée par la fusion de l'hydrogène en couche provoque la remontée en surface de l'hélium, du carbone et des produits du processus s. Après ce troisième dragage, l'abondance du carbone par rapport à l'oxygène présent à la surface de l'étoile lui confère la signature spectrale particulière des étoiles géantes carbonées.

## Évolution

La taille du Soleil présentement dans la séquence principale comparé à sa future taille lors de sa phase de géante rouge.

Au cours de sa vie sur la séquence principale, l'étoile fusionne l'hydrogène du noyau en hélium. Le temps de cette fusion au cœur de l'étoile suit une relation de décroissance exponentielle selon la masse de l'étoile. Ainsi, plus une étoile est massive, plus elle brûle rapidement l'hydrogène de son noyau.
L'étoile quitte la séquence principale lorsque la concentration en proton d'hydrogène devient trop faible dans le noyau. Une étoile similaire au Soleil ayant 1 {\displaystyle M_{\odot }} reste environ 10 milliards d'années sur la séquence principale sous la forme d'une naine jaune, alors qu'une étoile de 3 {\displaystyle M_{\odot }} n'y est que pour 500 millions d'années.

### Branche des géantes rouges

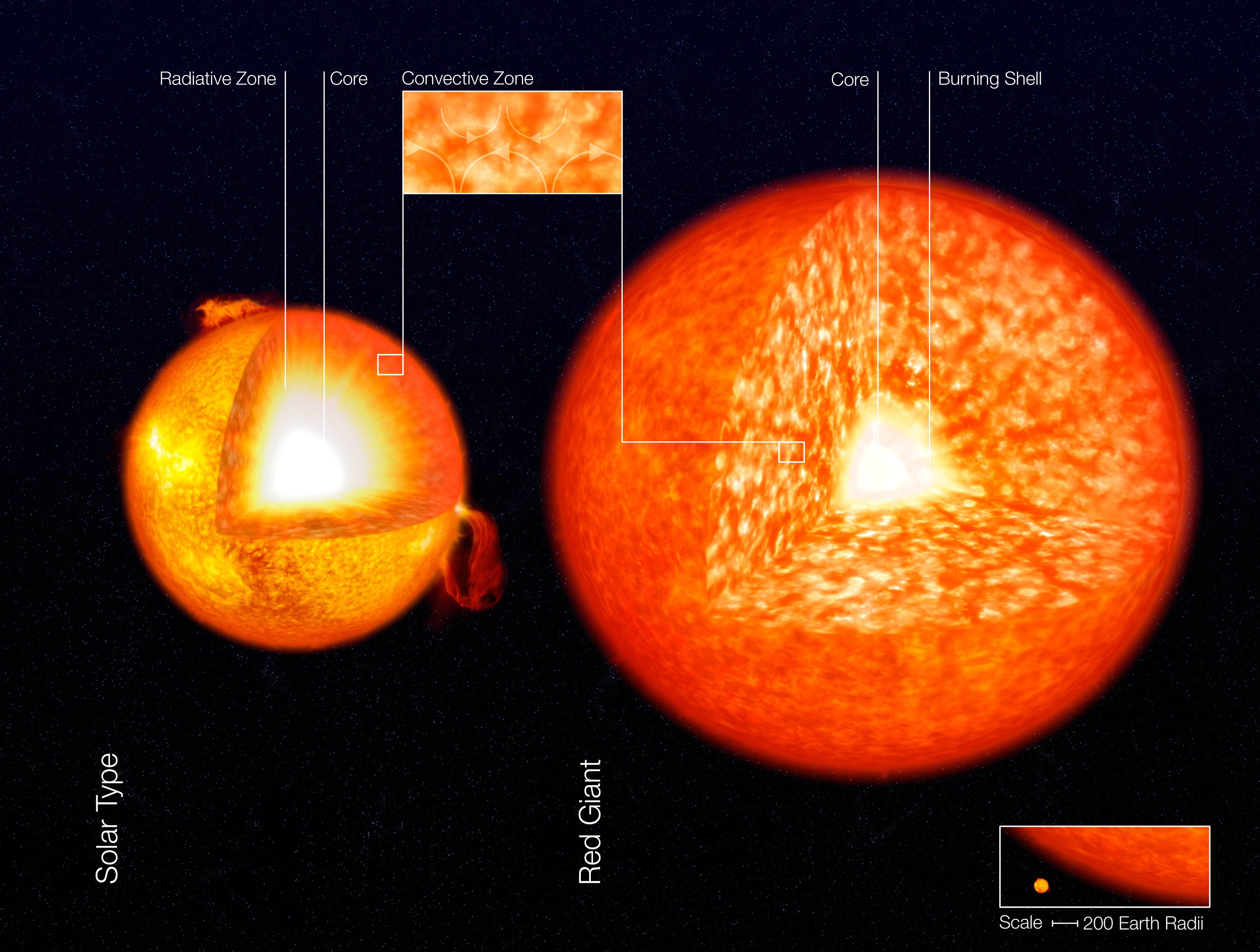
Cette image compare les différentes couches d'une étoile de la branche des géantes rouges à celles d’une étoile de la séquence principale.

Lorsque les réserves d'hydrogène sont épuisées, les réactions nucléaires ne peuvent plus continuer et le noyau commence donc à se contracter sous la force de sa propre gravité. Cela amène de l'hydrogène supplémentaire dans une coquille autour du noyau où la température et la pression sont suffisantes pour que le processus de fusion reprenne. Lorsque le noyau approche la limite Schönberg–Chandrasekhar, il s'ensuit une contraction du noyau à l'intérieur de la coquille où l'hydrogène brûle et une contraction de la coquille elle-même. Selon les modèles, on observe un effet miroir (mirror principle), qui fait en sorte que les couches à l'extérieur de la coquille se dilatent lorsque celle-ci se contracte et vice-versa. Les couches externes de l'étoile se dilatent considérablement, car elles absorbent la majeure partie de l'énergie supplémentaire de la fusion de la coquille. Lors de ce processus de refroidissement et d'expansion, l'étoile devient une sous-géante. Lorsque l'enveloppe de l'étoile refroidit suffisamment, elle devient convective et cesse de se dilater. Sa luminosité commence à augmenter et l'étoile commence à monter dans la branche des géantes rouges du diagramme H–R,.

### Branche horizontale
Le chemin que prend une étoile sur la branche des géantes rouges dépend de sa masse. Pour les étoiles de moins de 2 {\displaystyle M_{\odot }}, le noyau deviendra suffisamment dense pour que la pression de dégénérescence des électrons l'empêche de s'effondrer davantage. Une fois que le noyau est dégénéré, il continuera à chauffer jusqu'à ce qu'il atteigne une température d'environ 108 K, ce qui est suffisant pour commencer la fusion de l'hélium au carbone via le processus triple-alpha. Une fois que le noyau dégénéré aura atteint cette température, le noyau entier commencera la fusion d'hélium presque au même moment, menant au flash de l'hélium.
Dans les étoiles plus massives, le noyau s'effondrant atteindra 108 K avant d'être suffisamment dense pour être dégénéré, de sorte que la fusion de l'hélium commencera beaucoup plus en douceur et il n'y aura aucun flash de l'hélium. Lors de la phase de fusion de l'hélium du noyau, les étoiles de faible métallicité entrent dans la branche horizontale, alors que les étoiles avec une métallicité plus grande se retrouvent plutôt dans le red clump du diagramme H–R.

### Branche asymptotique des géantes

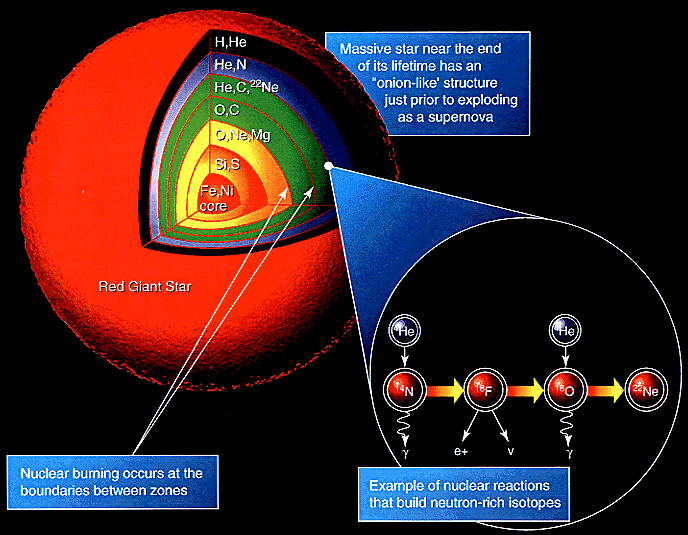
Les différentes couches de nucléosynthèse à l'intérieur d'une géante rouge massive.

Pour les étoiles ayant une masse supérieure à 8 {\displaystyle M_{\odot }}, un processus similaire se produit lorsque l'hélium du noyau est épuisé et que l'étoile s'effondre à nouveau, provoquant la fusion de l'hélium dans une coquille. En même temps, la fusion de l'hydrogène peut commencer dans une coquille juste à l'extérieur de la coquille où l'hélium fusionne. Cela place l'étoile sur la branche asymptotique des géantes. La fusion de l'hélium entraîne la constitution d'un cœur de carbone et d'oxygène.

### Fin du stade de géante rouge
Tous les processus précédents mènent l'étoile à perdre de la masse, que ce soit en raison de flashs d'hélium qui expulsent les couches supérieures, des vents solaires et de la fusion nucléaire qui transforme la masse en énergie thermique. Le noyau sera fait de cendre d'hélium, ce qui marque une fin de la convection de l'étoile. En conséquence, l'énergie gravitationnelle reprend le dessus, ce qui mène à une diminution du volume de l'étoile. La géante rouge éjectera ensuite toutes ses couches externes, formant une nébuleuse planétaire, et ce qui reste forme une naine blanche. La phase de la géante rouge ne dure généralement qu'un milliard d'années au total pour une étoile de masse solaire, dont la quasi-totalité est consacrée à la branche de la géante rouge. Les phases de branche horizontale et de branche asymptotique des géantes se déroulent des dizaines de fois plus rapidement.

Le fer est l'élément chimique possédant la plus forte énergie de liaison.

Quant à elles, les étoiles très massives se transforment en supergéantes rouges et suivent une trajectoire évolutive qui les fait aller et venir horizontalement sur le diagramme H–R jusqu'à atteindre la nucléosynthèse du fer. Celui-ci étant l'élément le plus stable, il absorbe énormément d'énergie et ne peut fusionner. Dès que le cœur atteint la masse de Chandrasekhar, celui-ci s'effondre sur lui-même en formant des neutrons et un énorme flux de neutrinos à partir des électrons et des protons, ce qui expulse les couches supérieures de l'étoile dans une supernova. Le noyau de l'étoile est au même moment transformé en étoile à neutrons ou en trou noir. La transformation du cœur de l'étoile dépend de facteurs comme la métallicité et la masse de l'étoile. Une étoile entre 10 et 25 {\displaystyle M_{\odot }} s'effondre en étoile à neutrons. Tout comme les étoiles de plus de 25 {\displaystyle M_{\odot }} avec une faible composition en hélium et hydrogène. Par contre, les étoiles de plus de 25 {\displaystyle M_{\odot }} qui ont une faible métallicité finissent en un trou noir.

## Géantes rouges remarquables
| Nom de l'étoile | Constellation   | Distance (années-lumière) | Notes |
| --------------- | --------------- | ------------------------- | --- |
| Aldébaran       | Taureau         | 65,3                      | Aldébaran est une géante orange. |
| Antarès         | Scorpion        | 550                       | Antarès est une supergéante rouge. |
| Arcturus        | Bouvier         | 26,7                      | Arcturus est la géante rouge la plus lumineuse de l'hémisphère nord.                                                                             |
| Bételgeuse      | Orion           | 500 à 640                 | Bételgeuse est une supergéante rouge parmi les plus brillantes du ciel.                                                                          |
| Mira            | Baleine         | 299                       | Mira est une géante rouge d'un système binaire.                                                                                                  |
| UY Scuti        | Écu de Sobieski | 5000                      | UY Scuti est une supergéante rouge ayant un rayon estimé à 1708 {\displaystyle R_{\odot }}. En 2013, elle serait la plus grande étoile observée. |